# 무탑바끄 사마크
무탑바끄 사마크(아랍어: مطَبّّق سَمَك) 또는 무탑바끄(아랍어: مطَبّّق)는 바레인, 사우디아라비아, 아랍에미리트, 오만, 이라크, 카타르, 쿠웨이트 등 아라비아만 연안 국가에서 즐겨 먹는 생선과 쌀밥 요리이다. 현지 발음은 임탑바그 시마츠(걸프·이라크 아랍어: مطبك سمچ)이다. 이라크와 쿠웨이트의 국민 음식 가운데 하나로 여겨진다.
생선 대신 고기를 쓰는 경우 마츠부스(مَچْبُوس)라 불린다.
이름이 같은 예멘·사우디아라비아 음식인 무탑바끄와는 관계가 없다.

## 이름
아랍어 "무탑바끄(مطَبّّق)"는 "켜를 지은, 층을 쌓은"이라는 뜻이며, "사마크(سَمَك)"는 "생선"을 뜻한다.

## 만들기
병어 등 생선을 향신료로 양념해 튀긴 생선 튀김과 캐러멜화한 양파를, 여러 가지 향신료로 양념한 생선 국물에 지은 쌀밥에 올려 낸다.

## 같이 보기
- 마츠부스
- 사야디야